# Joshua Daniel Ruiz Castillo
Joshua Daniel Ruiz Castillo (nascut el 1997) és un jugador d'escacs colombià. Va ser guardonat amb el títol de Gran Mestre per la FIDE el 2019.
A la llista d'Elo de la FIDE del juliol de 2022, hi tenia un Elo de 2486 punts, cosa que en feia el jugador número 4 (en actiu) de Colòmbia. El seu màxim Elo va ser de 2510 punts, a la llista del febrer de 2020.

## Resultats destacats en competició
Ruiz Castillo va guanyar el Campionat d'escacs de Colòmbia el 2014, convertint-se així en el campió colombià més jove de la història.
El 2017, va competir a la Copa del Món de la FIDE, i va ser noquejat per Wesley So a la primera ronda. El 2019, Ruiz Castillo va guanyar el títol de Gran Mestre (GM) després que la seva qualificació Elo superés els 2500 durant el torneig Master Open Alekhine Memorial a Rússia. Va assolir les normes exigides per al títol als Campionats d'Amèrica Central i del Carib júnior de 2012 i 2013, on va aconseguir la medalla d'or en ambdues ocasions, i al torneig normatiu LAB GM de Bogotà 2012.